# Wagnon
Wagnon é uma comuna francesa na região administrativa de Grande Leste, no departamento das Ardenas. Estende-se por uma área de 15,28 km². Em 2010 a comuna tinha 131 habitantes (densidade: 8,6 hab./km²).